# موس (دسر)
موس (به فرانسوی: Mousse)، معمولاً به یک نوع دسر سرد با منشأ فرانسوی گفته می‌شود اما موس تنها به یک دسر شیرین محدود نمی‌شود و نوعی غذا نیز بشمار می‌آید که در آن  ممکن است از گوشت، ماهی و سبزیجات استفاده شود. در زبان فرانسوی موس به معنای کف یا خزه است. از ویژگی‌های آن بافت پرهوای آن است. این دسر معمولاً با همزدن سفیده تخم مرغ و خامه و مزه دادن توسط میوه و شکلات و غیره همچنین بکار بردن زرده تخم مرغ و ژلاتین درست می‌شود. بر حسب مواد بکار رفته، موس شکلاتی، موس توت فرنگی، موس چای سبز، موس زردآلو و غیره نامیده می‌شود.
تشخیص موس از باواروا چندان آسان نیست اما نسبتاً در موس بیشتر از مرنگ یا سفیدهٔ تخم مرغ زده شده استفاده می‌شود همچنین سبکی از ویژگی‌های اصلی موس است. به علت سبکی، همراه با موس  بیشتر از خمیر کیک اسفنجی استفاده می‌شود تا خمیر بیسکویت و خمیر کیک اسفنجی با موس همخوانی بهتری دارد. انواع با کیفیت ممتاز موس مانند  mousseline، معمولاً کوچک هستند و به اندازهٔ مصرف تک نفر تهیه می‌شوند.